# 马可 (主持人)
马可（1978年2月20日—），湖南省株洲市人，毕业于湖南兵器工业职工大学（现湖南科技工业职业技术学院），湖南电视台节目主持人。

## 生平
1978年，马可出生于湖南省株洲市，父亲是株洲电力厂的工人，他的小学和初中都是在电力厂子弟公学校度过。1994年，马可考上了湖南兵器职业工业大学，大学毕业后，他被分配到父亲所在的电力厂工作，业余时间在株洲电视台做兼职。1998年，马可到湖南生活频道做主持人，当时的工资为600元一月，他只好住在好友尹伟家。

## 家庭
马可的妻子叫郭晓华（原湖南经视副总监、于2020年2月调至湖南娱乐频道副总监），2010年1月28日，他们的女儿蕾蕾诞生。

## 作品

### 湖南电视台
- 湖南经视《艺能连环炮》、《FUN4娱乐》、《越策越开心》、《明星学院》、《娜可不一样》、《一生一世合家欢》、《智慧家庭救助队》、《我最达人》、《奥运宝贝向前冲》[3]

- 湖南卫视《越策越开心》、《绝对男人年度大选》、《寻找紫菱》、《快乐中国喜乐会》、《快乐2008》[3]

### 浙江电视台
- 浙江卫视《食全食美》[3]

### 北京电视台
- 北京卫视《胜利百分百》[4]

### 中国中央电视台
- 中国中央电视台中文国际频道《情艺在线》[3]

### 四川电视台
- 2013年：《两天一夜》（第一季）

### 江蘇衛視
- 2016年：《蒙面唱將猜猜猜》